# High Fidelity (roman)
 For alternative betydninger, se High Fidelity (flertydig). (Se også artikler, som begynder med High Fidelity)
High Fidelity er en roman fra 1995 af den engelske forfatter Nick Hornby. Den blev filmatiseret i USA i 2000 med John Cusack og den danske skuespillerinde Iben Hjejle i hovedrollerne. Filmen er instrueret af Stephen Frears.
| Bog | Spire Denne artikel om bøger og tidsskrifter er en spire som bør udbygges. Du er velkommen til at hjælpe Wikipedia ved at udvide den. |